# 미술관

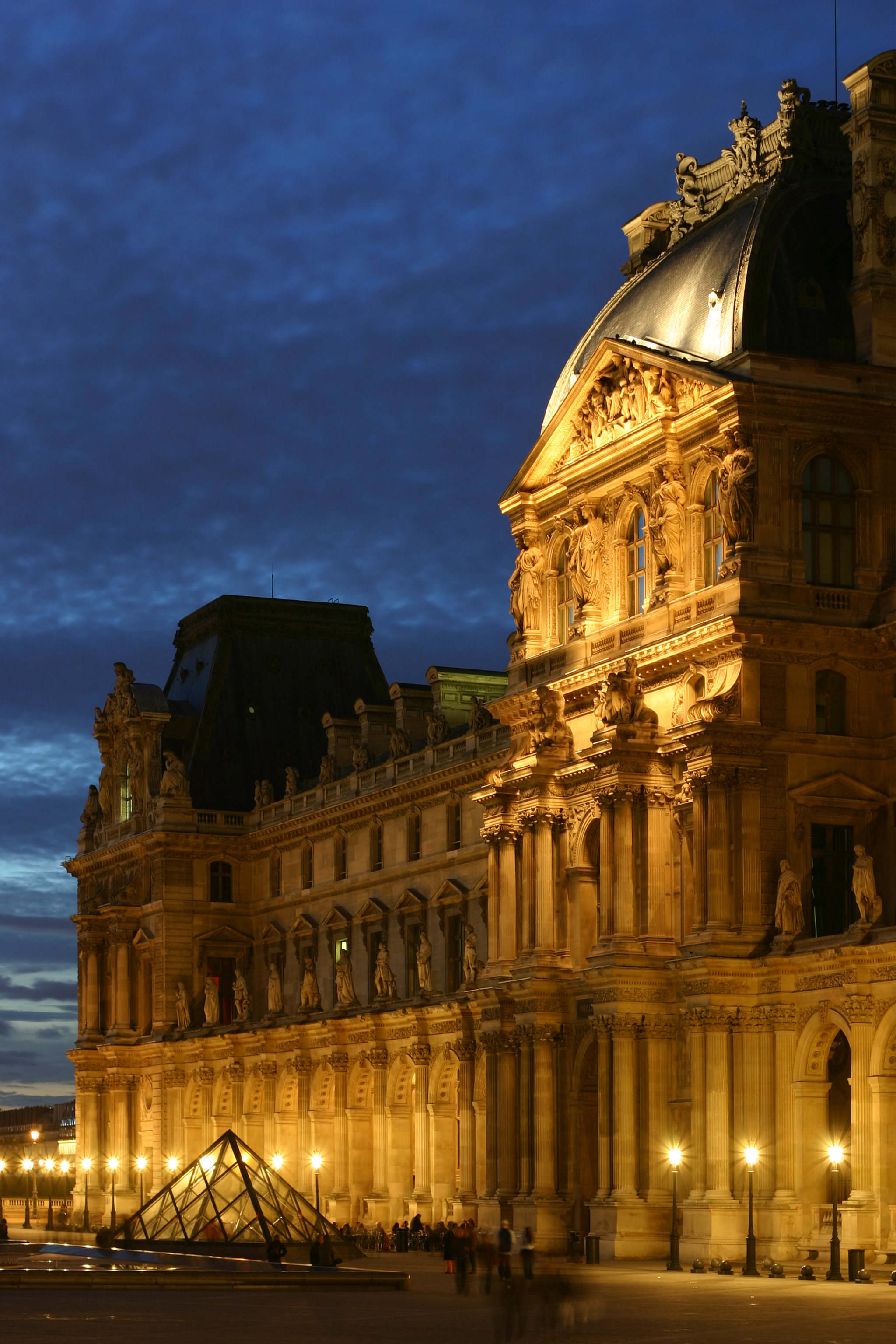
프랑스 파리 루브르 박물관은 2021년 기준 세계에서 가장 많이 방문한 미술관이다.

미술관(美術館, 영어: art museum, art gallery) 또는 예술관(藝術館)은 미술작품을 중심으로 한 문화유산이나 현대의 문화적인 유산을 수집·보존·전시하고, 문화에 관한 교육·보급·연구를 행하는 시설이다.

## 역사
역사적으로 큰 미술 작품들은 교단이나 정치 지도자들에 의해 주문되었으며 절, 교회, 궁전에 전시되었다.

## 박물관 목록
- 박물관 목록
- 가장 큰 미술관 목록

## 관련 단체
- 유네스코
- 국제박물관협의회
- 스미스소니언 협회

## 같이 보기
- 박물관
- 가장 큰 미술관 목록